# Blähung
Blähung ist der in der Medizin gebräuchliche Fachausdruck für die normale Gasansammlung im Darm, die aufgrund der Verdauungsvorgänge im Verdauungstrakt von höheren vielzelligen Tieren einschließlich des Menschen entsteht und dabei das Hohlorgan Darm aufbläht. Der Abgang der Blähung(en) durch den Anus wird als Flatus (von lateinisch flatus ‚Wind, Blähung‘), Wind oder Darmwind bezeichnet. Als veraltet gelten die deutschen Bezeichnungen Leibwind und Blähwind. Umgangssprachlich werden je nach Region unterschiedliche volkstümliche lautmalerische Bezeichnungen für die Darmwinde verwendet, z. B. Furz bzw. Furzen oder Pups, in Bayern auch Schoaß, Österreich auch Schas (auch Schaas geschrieben), Pimpf, Pumpf oder Pfurz.
Ein Aufblähen des Darmlumens und damit des Bauchraumes durch eine übermäßige Gasansammlung ohne Abgänge wird als Meteorismus bezeichnet. Sitzen die Darmgase fest (Flatus incarceratus), kann es zu schmerzhaften Bauchkrämpfen (Windkoliken) kommen. Flatulenz bezeichnet das verstärkte rektale Entweichen von Darmgasen, oft hervorgerufen durch verstärkte Entwicklung von Gasen im Verdauungstrakt (beispielsweise Methan, Kohlenstoffdioxid, Wasserstoff, Schwefelwasserstoff und anderen Gär- bzw. Faulgasen) infolge Malassimilation (Probleme, Nährstoffe im Verdauungssystem aufzunehmen), bakterieller Fehlbesiedelung aus der Nahrung oder anderen Darmabschnitten oder seltener durch Schlucken von Luft beim hastigen Essen, Trinken oder Schlürfen. Nach Ansicht von Ärzten gelten 24 Gasabgänge in 24 Stunden als normal, erst übermäßiger Gasabgang würde als Flatulenz bezeichnet. Das gesamte Beschwerdebild (Meteorismus mit Flatulenz) wird umgangssprachlich als Blähungen zusammengefasst.
In einigen Gesellschaften sind Fürze ein Tabu und werden deshalb zurückgehalten (was ungesund ist) oder kontrolliert leise entlassen.
Das Entweichen von Gasen aus dem Magen durch die Speiseröhre wird als Rülpsen, Aufstoßen oder ructus bezeichnet.

## Ursachen
Beim normalen Verdauungsvorgang des Menschen, der bis zu 42 Stunden dauern kann, entstehen Darmgase. Der größte Anteil diffundiert in den Blutkreislauf und wird über die Lungen abgeatmet. Darmwinde sind dann ein Gasüberschuss von etwa 0,5 bis 1,5 Litern pro Tag, der nicht auf diesem Weg den Körper verlässt. Ursachen für Gasüberschüsse können die Zusammensetzung oder Menge der Nahrung oder Nahrungsbestandteile sein; ebenso Verdauungsstörungen (z. B. eine exokrine Pankreasinsuffizienz, bei denen einzelne Nährstoffe schlecht, verzögert oder gar nicht von der Darmwand aufgenommen werden und dann im Darm unter Gasbildung vergären).
| Nahrungsmittel- bestandteil                             | Häufigkeit (Epidemiologie) in der Bevölkerung | Beschwerdebild / Krankheitsbild     |
| ------------------------------------------------------- | --------------------------------------------- | ----------------------------------- |
| Milchzucker                                             | etwa 15 % a)                                  | Laktoseintoleranz                   |
| Fructose (Fruchtzucker)                                 | etwa 10 % b)                                  | Intestinale Fruktoseintoleranz      |
| Histamin                                                | etwa 1 %                                      | Histamin-Intoleranz                 |
| Gluten                                                  | etwa 0,2 % (Details dort)                     | Zöliakie                            |
| Chitin                                                  |                                               |                                     |
| ein hoher Anteil an wasserlöslichen Ballaststoffen      |                                               |                                     |
| Hülsenfrüchte c)                                        |                                               |                                     |
| Inulin (in Topinambur, Yacon enthalten)                 |                                               |                                     |
| Zuckeraustauschstoffe Sorbit, Xylit und Mannit          |                                               | bei individueller Unverträglichkeit |
| Pentosane; in Hülsenfrüchten und Roggen(brot) enthalten |                                               |                                     |

Sonstige Ursachen für Darmgase:
- kohlensäurehältige Getränke (das meiste CO2 daraus verlässt durch Aufstoßen den Körper)
- Luft in Lebensmitteln (porige Gebäcke, Schäume, aufgeschlagene Cremes und Schlagsahne)
- Neutralisation von Magensäure und Fettsäuren mit dem Bicarbonat der Verdauungsdrüsen
- Eindiffusion aus venösem Blut
- gasproduzierende und gasverbrauchende Bakterien: wasserstoffproduzierende Bakterien im Dickdarm sowie sulfatreduzierende Bakterien
- Geschluckte Luft. Luftschlucken ist ein üblicher Vorgang, der beim Sprechen und beim Essen, vor allem beim schnellen Essen großer Portionen, auftritt. Solcherart geschluckte Luft kann durch Rülpsen und Schluckauf ausgestoßen werden oder zu Blähungen führen.[21]
- Aerophagie (übermäßiges Luftschlucken), mit Abgang geruchloser Blähungen[29]
- Verzehr von rohem Getreidebrei, frischem Hefegebäck oder Dörrobst.[21][30]
- Beim Kauen der Nahrung wird diese mit Speichel vermischt. Die im Mundspeichel enthaltene Speichel-Amylase (Ptyalin) dient zur Zerlegung der in der Nahrung enthaltenen Stärke.[31] Eine ungenügende Einspeichelung – üblich beim schnellen Trinken – kann daher beim Genuss stärkehaltiger Getränke (beispielsweise Getreidemilch, Reismilch, Sojamilch, Mandelmilch, Smoothies, naturtrübe ungefilterte Fruchtsäfte, Gemüsesäfte) zur unzureichenden Zerlegung dieser Stoffe führen. Dies bewirkt dann Gärvorgänge der Stärke im Gastrointestinaltrakt und daraus resultierend (zusammen mit einem Übermaß an Fruchtzucker[32][33][34]) Beschwerden wie Blähungen und Flatulenz.[35][36] Bei manchen Kuren wird daher das löffelweise Einnehmen von Obst- und Gemüsesäften empfohlen, um sie besser einzuspeicheln.[37]
- Kreatin bei der Verwendung als Nahrungsergänzungsmittel im Sport
- Zu Beginn einer Schwangerschaft wirkt ein erhöhter Spiegel des Hormons Progesteron beruhigend auf die Muskulatur der inneren Organe und somit auch auf die Peristaltik des Darmes. Der Darminhalt verweilt länger im Darm und es treten daher vermehrt Blähungen auf.[38][39][40]
- Reizdarmsyndrom
- Exokrine Pankreasinsuffizienz

## Physiologische Vorgänge
Die Bestandteile der Abwinde sind Stickstoff (aus geschluckter Luft), Wasserstoff (als Abbauprodukt von Kohlenhydraten, siehe dazu Wasserstoffatemtest), Methan, Kohlenstoffdioxid sowie Schwefelverbindungen.
| Herkunft                                                                        | Art                     | Menge pro Tag     |
| ------------------------------------------------------------------------------- | ----------------------- | ----------------- |
| Geschluckte Luft                                                                | hauptsächlich N2 und O2 | 2 Liter           |
| CO2-Freisetzung im Magen durch die Magensäure und organische Säuren der Nahrung | CO2                     | 15–30 Liter       |
| bakterieller Nahrungsabbau                                                      | CO2 H2 H2S CH4          | 15 Liter          |
| Diffusion von Blutgasen in den Darmhohlraum                                     | N2 O2 CO2               | 15 Liter          |
| insgesamt                                                                       |                         | ungefähr 50 Liter |
|                                                                                 |                         |                   |
| Diffusion von Darmgasen ins Blut                                                |                         | ungefähr 50 Liter |
| Analer Gasausstoß                                                               |                         | ungefähr 2 Liter  |

(Zum Vergleich: Ein Hausrind stößt täglich etwa 200–400 Gramm Methan (oder 160 Liter) aus, ein Schaf 25 g.)
Der Großteil der Darmgase wird während der Verdauung durch Bakterien wie Escherichia coli, Bacteroides vulgatus oder Methanobrevibacter smithii erzeugt. Diese sind die Produzenten von Wasserstoff, Methan und Schwefelverbindungen, welche der Grund für die leichte Entzündlichkeit des Flatus sind.
Kohlenstoffdioxid entsteht beispielsweise bei verschiedenen Arten der Gärung oder wenn carbonathältige Nahrung im Magen mit Salzsäure reagiert oder das Gas aus kohlensäurehältiger Nahrung durch die stärkere Säure freigesetzt wird
{\displaystyle \mathrm {CO_{3}^{2-}+2\ HCl\longrightarrow CO_{2}\uparrow +2\ Cl^{-}+H_{2}O} }
Für den Geruch wurden früher die Substanzen Indol und Skatol sowie Schwefelwasserstoff verantwortlich gemacht. Gaschromatographische Untersuchungen im Jahre 1984 ergaben jedoch, dass Schwefelverbindungen wie Methanthiol, Schwefelwasserstoff und Dimethylsulfid primär die geruchsbildenden Bestandteile sind.
Die Geräusche, die oft beim Entweichen der Gase entstehen, werden von der Vibration der Analöffnung verursacht. Das Geräusch variiert je nach der Spannung des Schließmuskels, der Geschwindigkeit, mit der das Gas ausgestoßen wird, sowie dem Volumen der ausgestoßenen Gasmenge.
Darmgase enthalten zwangsläufig Feuchte und diese die im Darm aufhältigen Mikroorganismen. Dadurch kann es durch Keimverschleppung zu einer Urethritis (Harnwegsentzündung) aufgrund von Darmbakterien kommen.

### Diffusion ins Blut und Ausatmen
Der größte Anteil der Darmgase diffundiert in den Blutkreislauf und wird über die Lungen abgeatmet. Über die Toxizität von ins Blut eindiffundierten Darmgasen ist wenig bekannt, selbst die schwach narkotisierende Wirkung von Methan ist umstritten.
Obwohl Schwefelwasserstoff auf Zellebene Zellvorgänge beeinflussen kann, wäre eindiffundierender Schwefelwasserstoff im Blut toxisch. Er bildet mit Metallatomen Sulfide, zerstört so das Hämoglobin und vermindert die Erythrocytenzahl. Ein Ausatmen erscheint daher unwahrscheinlich.
Halitosis (schlechter Atem) und Foetor ex ore (Mundgeruch) stammen laut einer Studie aus 2009 in 90 % der Fälle aus dem Bereich der Mundhöhle und weitere 5–8 % aus dem HNO-Bereich, gastrointestinale Erkrankungen wären in weniger als 0,1 % die Ursache.

## Analytik
Die sichere qualitative und quantitative Bestimmung der einzelnen Bestandteile der Darmgase kann durch Kopplung der Gaschromatographie mit der Massenspektrometrie erfolgen. Die so identifizierten Bestandteile waren hauptsächlich Schwefelwasserstoff, Methanthiol und Dimethylsulfid.

## Ungewollter Abgang
Die Unfähigkeit, seine Darmgase willkürlich zurückzuhalten, gehört zum Beschwerdebild der Stuhlinkontinenz („Inkontinenz für Flatus“).
Der ungewollte Abgang von Stuhl bei der Flatulenz kann bei Menschen im Alter von mehr als 4 Jahren diverse Ursachen haben, beispielsweise entzündliche Prozesse an dieser Stelle, Analfisteln, medizinische Traumen, Störungen des limbischen Systems, Colitis ulcerosa, Morbus Crohn, Rektumprolaps, beginnende Demenz oder neuronale Schäden oder ein Rektumkarzinom. Bei oftmaligem Auftreten mit „Leidenscharakter“ wird eine rektale Untersuchung oder Rektoskopie empfohlen.

## Behandlung

### Hausmittel
Gegen unangenehme Blähungen gibt es verschiedene Hausmittel:
- Verzicht auf Nahrungsmittel, die als blähungsfördernd gelten
- Bei Unverträglichkeit gewisser Nahrungsmittel: Verzicht auf diese Nahrungsmittel – beispielsweise auf Milchprodukte im Falle von Laktoseintoleranz oder auf Rotwein bzw. Käse im Fall von Histamin-Intoleranz
- Enzymersatztherapie (Pankreatin, Pilzenzyme) bei einer zugrunde liegenden exokrinen Pankreasinsuffizienz[61]
- Nachgeben von Stuhldrang (anstatt den Stuhlgang zurückzuhalten; dazu siehe Konstipation) mit „zwei, allenfalls drei Stuhlportionen“,[62] um längeres Verbleiben des Kotes im Dickdarm zu vermindern und den Dickdarm weitgehend auszuräumen. Also Stuhlgang vor Besuch einer Sauna, einer Veranstaltung oder vor dem Zubettgehen.
- Sowohl bei Kleinkindern als auch bei Erwachsenen kann die Bauchmassage Abhilfe schaffen, bei welcher der Bauch im Uhrzeigersinn kreisend sanft massiert wird. Dabei lösen sich eventuell festsitzende Gasblasen, die schmerzhaft drücken können.
- Eine Rollkur, bei der der Patient sich abwechselnd auf die eine und die andere Seite legt, so dass die Gase nach oben steigen bzw. von anderen, der Schwerkraft folgenden Darminhalten verdrängt werden (rein mechanisch) und dann einfacher ausgeschieden werden können.
- Lokale Wärme, zum Beispiel durch Auflegen einer Wärmflasche
- Verwendung so genannter Karminativa wie beispielsweise Kümmel. Deren Wirkstoffe sind ätherische Öle, die die Verkrampfung des Darms lösen und für einen leichteren Abgang der Darmgase sorgen. Diese Mittel verhindern Blähungen allerdings nicht, sondern sorgen nur für einen unauffälligeren Abgang von Darmgasen. Ätherische Öle sind für Kleinkinder allerdings nur begrenzt geeignet. Viele ätherische Öle können allergiefördernd wirken.

### Arzneimittel
Zudem gibt es antiflatulente Arzneimittel; Beispiele dafür sind Simeticon und Polydimethylsiloxan (PDMS), die beide entschäumend wirken, und Aktivkohle, die die Gase über ihre große Oberfläche bindet. Besonders Säuglinge schlucken beim Saugen viel Luft, die dann im Verdauungssystem voluminösen stabilen Schaum bildet. Entschäumungsmittel bewirken die Auflösung dieser Schäume zu größeren Gasblasen, die leichter und schneller ihren Weg durch den Darm finden. Eine deutsche Beobachtungsstudie konnte zeigen, dass eine Pflanzenkombination mit Myrrhe (plus Kamille und Kaffeekohle) bei Darmerkrankungen mit chronischem und akutem Durchfall wirksam und verträglich ist. Besonders gut lindere die pflanzliche Dreierkombination auch die Blähungssymptomatik bei Reizdarmpatienten. Hierneben gibt es auch andere pflanzliche Arzneimittel, deren Wirkung durch verschiedene Gremien bestätigt wird (u. a. Wacholderbeeröl).

### Darmrohr
Ein Analpessar ist ein in den Anus eingeführtes und dort platziertes Darmrohr, das ein kontinuierliches Entweichen der Darmgase ohne Geräusche ermöglicht und somit einen Blähbauch und damit verbundene Leibschmerzen verhindert. Die spezielle Form des Röhrchens (ähnlich einem Analplug) verhindert, dass es beim alltäglichen Tragen als analer Fremdkörper im Rektum verschwindet. Bei Säuglingen werden bei Blähungen neben dem Fliegergriff und zarten Bauchmassagen auch „Blähungshilfe-Katheter“ oder „Baby-Darmrohre“ verwendet. Siehe dazu auch Darmrohr#Anwendung.

## Künstlerische Rezeption
- Von dem elsässischen Zeichner Tomi Ungerer illustriert: Der Furz. Vom Urknall bis heute. Die seit Menschengedenken umfassendste Dokumentation des Furzens (1980).[66]
- In dem Roman Doktor Proktors Pupspulver von Jo Nesbø spielen Darmwinde eine große Rolle. Das Buch wurde 2014 verfilmt.
- In der Comicserie Luzian Engelhardt von Dirk Seliger und Jan Suski spielt ein Höllenfurz namens Flatus eine wichtige Hauptrolle als Kompagnon des Teufels.
- Die österreichische Band Erste Allgemeine Verunsicherung thematisierte den Furz in ihrem humorigen Song Einer geht um die Welt, erschienen 1990 auf dem Album Neppomuk’s Rache.
- Im Spielfilm Das große Fressen, der den Suizid durch Essen zum Inhalt hat, stirbt einer der vier Protagonisten unter heftigen Blähungen.
- Artie – Furz der Film, eine amerikanische Komödie (Originaltitel Artie - F.A.R.T.-THE MOVIE) mit Kevin P. Farley und Heather McComb.

## Trivia
Ein ungewollter Stuhlabgang bei der Flatulenz wird umgangssprachlich auch als Falscher Freund bezeichnet.
Einige Menschen haben die Fähigkeit, durch gezieltes Spannen des Darmschließmuskels die Tonhöhe der Abwinde zu modulieren. Der bekannteste dieser Kunstfurzer, die früher auf Jahrmärkten und Rummelplätzen auftraten, war der Franzose Joseph Pujol, der unter dem Künstlernamen Le Pétomane (von französisch le pet ‚der Furz‘) auch im Pariser Moulin Rouge in den 1890er Jahren auftrat. Dabei soll Pujol die Fähigkeit gehabt haben, auch über den Anus Luft einzusaugen und geruchsfrei Geräusche und Töne produzieren zu können. Sein Repertoire umfasste die Imitation von Gewittern, von Kanonenschlägen bis hin zur Intonation von Melodien. Auch in neuerer Zeit sind derartige Darbietungen bekannt geworden. Im Rahmen des von André Heller 1987 realisierten Vergnügungsparks Luna Luna traten mehrere Kunstfurzer auf. Mit einer ähnlichen Nummer reiste der unter dem Künstlernamen Mr. Methane auftretende Brite Paul Oldfield (* 1966) ab 1991 durch Fernsehshows rund um die Erde.

## Darmgase bei Tieren
Nach Schätzungen der FAO werden 18 % der anthropogenen Treibhausgas-, 65 % der Lachgas-, 37 % der Methan- und 9 % der Kohlenstoffdioxid-Emissionen von Darmgasen (Flatus oder Rülpser) der Wiederkäuer der Tierproduktion verursacht. Weltweit stünden heute 1,5 Milliarden Rinder auf der Weide. Erwärmt sich das Klima und steigen die Temperaturen, würden Pflanzen weniger nährstoffreich sein, dadurch würde sich mehr Methan in den Tiermägen bilden. Im Zuge der Temperaturerhöhung und weltweit wachsender Tierbestände könnte der Methan-Ausstoß von Vieh bis 2050 auf einen über 70 Prozent höheren Wert als zum gegenwärtigen Zeitpunkt steigen.
Wiederkäuer rülpsen große Mengen der im Verdauungstrakt gebildeten Gase (wegen des unterschiedlichen Aufbaus, siehe dazu Pansen). Blockiert ein Pflanzenballen oder Fremdkörper in der Speiseröhre das Aufstoßen, so kann sich eine lebensbedrohende Aufblähung (Pansentympanie) bilden, die von einem Tierarzt durch einen Pansenstich mit einem Trokar „entlüftet“ werden kann (siehe dazu auch Kolik (Pferdekrankheit), Magentympanie oder Darmtympanie bei Meerschweinchenverwandten und Trommelsucht bei Kaninchen).